# English Football League
La English Football League (EFL) è la seconda lega professionistica del calcio inglese, che organizza i tre campionati calcistici di rango immediatamente inferiore alla Premier League (prima divisione inglese). Fino alla stagione 1991-1992 la EFL organizzava anche il torneo della massima divisione inglese: la First Division.
Affiliata alla European Leagues, è composta da 72 club (di cui quattro, il Cardiff City, lo Swansea City, il Wrexham ed il Newport County provenienti dal Galles).

## Competizioni
Attualmente la EFL organizza tre campionati nazionali a girone unico e due coppe di lega.

### Campionati
La EFL organizza i tre campionati da 24 squadre immediatamente successivi alla Premier League che dal 2004 sono stati così ridenominati:
| Livello nella piramide calcistica | Denominazione    | N° squadre | N° squadre promosse   | N° squadre retrocesse |
| --------------------------------- | ---------------- | ---------- | --------------------- | --------------------- |
| 2°                                | EFL Championship | 24         | 2 + vincente play off | 3                     |
| 3°                                | EFL League One   | 24         | 2 + vincente play off | 4                     |
| 4°                                | EFL League Two   | 24         | 3 + vincente play off | 2                     |

Al di sotto dei campionati EFL vi è la National League, la massima serie dilentantistica inglese e del cosiddetto "non-league football", espressione che indica il calcio amatoriale d'oltremanica ed i cui campionati non sono organizzati dalla Football League, da qui l'espressione "non-league".

### Coppe
La English Football League si occupa dell'organizzazione di due coppe nazionali: la English Football League Cup e l'English Football League Trophy.
- La English Football League Cup, la coppa di lega inglese, nota per motivi di sponsorizzazione come Carabao Cup dal 2017. Introdotta nel 1960, vede la partecipazione di tutte le squadre del sistema della EFL più quelle della Premier League, ovvero le 92 società militanti nelle quattro categorie professionistiche d'Inghilterra (Premier League, Football League Championship, Football League One e Football League Two). La finale si gioca nel prestigioso Stadio di Wembley[3] e la vincitrice ha il diritto a partecipare alla UEFA Conference League della stagione successiva[1][4].
- L'English Football League Trophy, noto come Bristol Street Motors Trophy per motivi di sponsorizzazione, introdotto nel 1983, vede la partecipazione delle squadre di Football League One, Football League Two e alcune formazioni Under-21 delle squadre militanti in Premier League e Football League Championship (dalla cosiddette Category One Academies[5]). Esso è organizzato in una fase con sedici gironi di quattro squadre ciascuno, dove tre provengono dalla League One o League Two e la quarta è una delle formazioni Category One invitata a prendere parte alla competizione. Le prime due squadre per ogni girone procedono alla fase ad eliminazione diretta, fino alla finale giocata anch'essa a Wembley. La competizione dà l'opportunità ad un club EFL non solo di giocare la finale in un palcoscenico prestigioso, ma anche di ricevere un premio in denaro. Inoltre sono messi a disposizione dei tifosi biglietti a prezzo ridotto [6].

### Altre competizioni
La EFL organizza anche altre competizioni:
- La CEFA (Community & Education Football Alliance): è una competizione che vede coinvolte le EFL Club Community Organisations (COO), ossia organizzazioni filantropiche legate ai club professionistici del calcio inglese e che sono supervisionate e tutelate dall'EFL Trust, a sua volta una fondazione no profit creata dalla EFL. Le squadre che vi prendono parte sono quindi una emanazione dei club della Premier League e dell'EFL. Esse indossano le stesse casacche e portano gli stessi nomi delle squadre professionistiche inglesi. Aperto sia a maschi che a femmine, la competizione dà la possibilità di giocare a persone con qualsiasi grado di abilità ed inoltre assicura che si possa giocare a calcio in tornei controllati in maniera professionale dalla EFL. Vi sono inoltre delle coppe sia regionali che nazionali per maschi e per femmine. Qualsiasi studente o studentessa iscritto ad un corso di studi successivo ai 16 anni (si tenga presente che la scuola dell'obbligo in Inghilterra termina a 16 anni, ma l'obbligo a prendere parte ad un percorso educativo continua fino ai 18) e tesserato con la propria Club Community Organisation, può prendere parte al torneo. Lo scopo della competizione è dare una opportunità di gioco competitivo per giovani appassionati di calcio, così come aiutarli a raggiungere i propri obiettivi educativi attraverso il calcio[7].
- Utilita Kids and Girls Cups: sono tornei per giovani calciatori che danno loro la possibilità per una volta nella propria vita di giocare a Wembley. La finali giocate nel prestigioso stadio londinese, danno la possibilità di partecipare a sviluppare l'amore per lo sport ai giovani. Prima delle finali a Wembley i club EFL e le COO sono impeganti ad organizzare le fasi precedenti a livello locale e regionale.  Questa attività non solo aiuta l'EFL Trust a creare comunità pià forti, sane ed attive, ma anche sostiene l'ambizione di Sport England di fare in modo che tutta la nazione sia attiva e focalizzata sui benefici che lo sport può portare alle persone ed alla società[8].

## Storia
La Football League è la più antica lega calcio al mondo: venne fondata il 17 aprile 1888 a Manchester presso il Royal Hotel a Piccadilly Gardens nel cuore della città e il primo campionato iniziò l'8 settembre dello stesso anno. Si trattava allora del massimo campionato inglese e raccoglieva 12 squadre, note come "membri fondatori", ovvero: Accrington, Aston Villa, Blackburn Rovers, Bolton Wanderers, Burnley, Derby County, Everton, Notts County, Preston North End, Stoke (oggi conosciuta come Stoke City), West Bromwich Albion e Wolverhampton Wanderers.
La Football League si divise in due divisioni nel 1892, assorbendo la rivale Football Alliance: nacquero così First Division e Second Division. La Third Division vide la luce dopo la prima guerra mondiale, nel 1920, per l'ammissione di alcune squadre della Southern League. L'anno successivo furono ammesse altre squadre dal nord dell'Inghilterra e per molti anni fu divisa in girone Nord e girone Sud. Solo l'introduzione della Fourth Division nel 1958 portò all'unificazione della Third Division.
Dal 1983 il nome della Football League è associato per motivi pubblicitari a quello di uno sponsor, ma la vera rivoluzione dell'intero sistema calcistico inglese avvenne nel 1992. Al fine di tutelare i propri diritti televisivi e per ottenere un maggior ritorno economico, alcune squadre della First Division minacciarono di uscire dalla Football League per formare un campionato autonomo, la Premier League. Ciò avvenne, ma non solo per i grandi club, che infatti furono seguiti da tutte le altre squadre della First Division.
In quell'anno, perciò, la posizione della Football League si indebolì notevolmente, raccogliendo ora solo le tre divisioni inferiori del calcio professionistico. La struttura del calcio inglese venne così modificata, con l'eliminazione della Fourth Division:
- Premier League
- Football League: tre divisioni, dalla seconda alla quarta serie
  - First Division
  - Second Division
  - Third Division

Un'ulteriore modifica avvenne nel 2004 quando i campionati delle tre divisioni organizzate dalla EFL acquisirono la denominazione attuale.

## Membri
- 1888: 12 società
- 1891: 14 società
- 1892: 28 società
- 1893: 32 società
- 1898: 36 società
- 1905: 40 società
- 1919: 44 società
- 1920: 66 società
- 1921: 86 società
- 1923: 88 società
- 1950: 92 società
- 1991: 94 società
- 1992: 72 società

## Cambiamenti nelle regole
Il primo grande cambiamento delle regole, non solo della Football League ma del calcio nel suo insieme, fu l'introduzione del fuorigioco a due in luogo di quello a tre nel 1925, evento che diede vita proprio in Inghilterra ad una nuova tattica di gioco, il sistema di Herbert Chapman.
Furono in seguito introdotti i numeri di gioco sulle maglie (1939) e i palloni di colore bianco (1951), mentre dal 1956 si iniziò a giocare le partite anche in un turno infrasettimanale dopo la prima partita sotto i riflettori che fu Portsmouth-Newcastle United.
Con la formazione di Third e Fourth Division nel 1958 fu deciso in 4 il numero di squadre promosse e retrocesse fra queste due serie, mentre fra le prime due rimaneva di 2, estese a 3 dal 1974.
Nella stagione 1960-61 fu introdotta una nuova competizione che affiancava l'esistente FA Cup: la Football League Cup. Quattro anni più tardi, nel 1965, furono ammesse le prime sostituzioni per infortunio (in precedenza il giocatore infortunato che non poteva più continuare l'incontro lasciava con un uomo in meno la propria squadra), e dall'anno successivo anche per motivi tattici.
Dalla stagione 1976-77, le squadre che finivano a pari punti cominciarono ad essere classificate in base alla differenza reti piuttosto che con l'antico metodo del quoziente reti: si trattava di un tentativo per scoraggiare un gioco eccessivamente difensivistico e favorire invece il gioco all'attacco. Per lo stesso motivo furono introdotti nel 1981 i tre punti per la vittoria, al posto dei normali due: il calcio inglese, da questo punto di vista, precedeva di 15 anni il resto d'Europa.
Nel 1987, sempre al fine di rendere più interessanti i campionati nelle serie inferiori, che a causa dell'elevato numero di squadre (24) e di partite, potevano risultare noiosi e con esito scontato verso la fine della stagione, furono introdotti i play-off per determinare la terza promozione, nonché per facilitare la riduzione della First Division da 22 a 20 squadre in due anni. Lo stesso anno diventò automatica la promozione dalla Conference alla Fourth Division, cancellando una delle regole più particolari del calcio mondiale: in precedenza, per essere ammessi alla Football League dalla più alta serie dei dilettanti, era necessario passare attraverso una votazione di ammissione che solo pochissime squadre nel corso della storia sono riuscite a superare.

## I play-off
I play-off (per motivi di sponsorizzazione noti come Sky Bet Play Off) furono inizialmente introdotti nella stagione 1986-1987, con uno scontro diretto di andata e ritorno fra la terza di una divisione e la terz'ultima di quella superiore. Dal 1990 si cambiò il formato, con quattro squadre della stessa serie coinvolte per un solo posto in quella superiore. Per la Championsip e la League One sono coinvolte le squadre classificate dal terzo al sesto posto; mentre per i play off della League Two, per via del maggior numero di squadre autonaticamente promosse, prendono parte a questi spareggi le squadre dal quarto al settimo posto. Le squadre si scontrano in semifinali di andata e ritorno, dove la squadra meglio classificata si scontra prima con quella peggio classificata in trasferta, e poi l'altra partita in casa. Stesso dicorso pevale per le altre due squadre. 
La vittoria per le semifinali è assegnata in base alla somma dei gol segnati nelle due partite. In caso di pareggio alla fine del ritorno si giocano i tempi supplementari e se il risultato aggregato resta sul pari, si tirano i calci di rigore. I gol segnati in trasferta non danno alcun vantaggio ai fini del risultato finale.
La finale è unica e si gioca a Wembley o, durante la sua ristrutturazione, si tennero al Millennium Stadium di Cardiff.

## Organico della Lega
L'organico della EFL corrisponde alle 72 società iscritte al Football League Championship, alla Football League One e alla Football League Two (24 ciascuna).